# Saara
Saara (niem. Saarland; fr. Sarre) – kraj związkowy w zachodniej części Niemiec, którego stolicą jest miasto Saarbrücken.
Leży na obszarze Średniogórza Niemieckiego, obejmuje południowy skraj gór Hunsrück i zachodnią część pogórza Nordpfälzer Bergland.
Większość ludności i przemysłu skupia się w Zagłębiu Saary, znajdującym się w południowej części kraju związkowego. Tutaj znajdują się takie miasta, jak Saarbrücken, Völklingen i Homburg.

## Geografia
Saara graniczy z Francją, Luksemburgiem oraz z krajem związkowym Nadrenia-Palatynat.

### Rzeki
- Saara
- Blies
- Prims
- Mozela

## Historia
W starożytności region zamieszkiwali Celtowie. W I wieku p.n.e. został przyłączony do Rzymu. Administracyjnie przynależał do prowincji Gallia Belgica. We wczesnym średniowieczu region zajęli Frankowie, a od 800 r. współtworzył Imperium Karolińskie. W średniowieczu doszło do rozdrobnienia politycznego. Najbardziej znaczącym z państewek było powstałe w 1381 r. Hrabstwo Nassau-Saarbrücken. Zachodni skrawek regionu przynależał do Luksemburga.

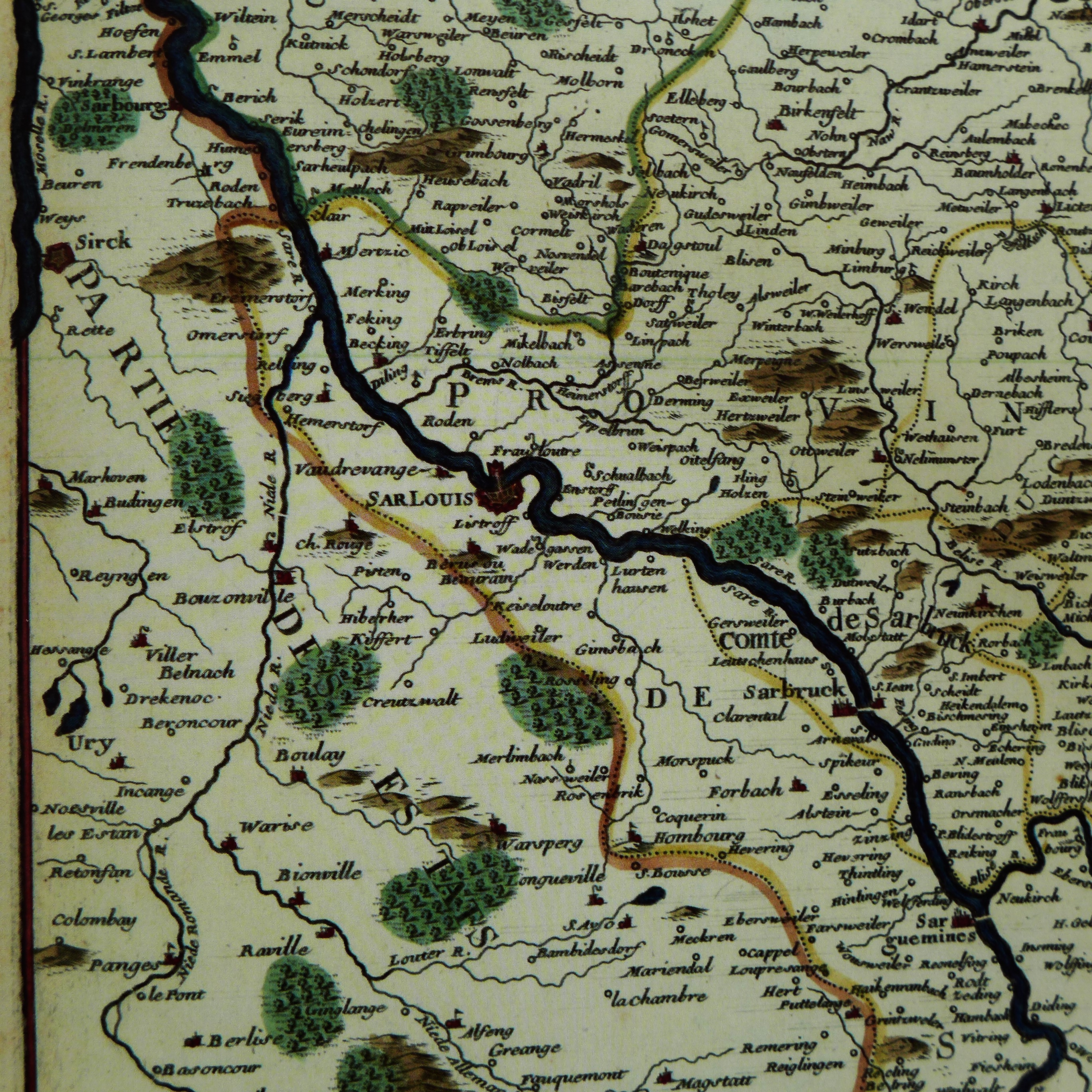
Mapa Saary z 1705 r.

W czasach nowożytnych sięgały tu granice Francji. W 1680 r. król Francji Ludwik XIV założył tu miasto i twierdzę Saarlouis. Hrabstwo Nassau-Saarbrücken zostało częścią Francji w 1797 r. W 1798 r. większość obszaru dzisiejszej Saary została objęta nowo utworzonym francuskim departamentem Sarre. Na kongresie wiedeńskim w 1815 r. terytorium rozdzielono pomiędzy Prusy i Bawarię. Prusy zajęły także fragment Luksemburga (II rozbiór Luksemburga), leżący współcześnie w obrębie gminy Perl. W 1871 r. cały obszar znalazł się w granicach Niemiec.
W 1920 roku Saara została odłączona od Niemiec i przekazana pod zarząd Ligi Narodów jako Terytorium Saary. W przeprowadzonym w 1935 roku referendum większość mieszkańców Saary opowiedziała się za powrotem do Niemiec.
Po agresji Niemiec na Polskę Francuzi rozpoczęli 7 września 1939 krótkotrwałą ofensywę w Saarze.
Po II wojnie światowej obszar Saary stanowił de iure osobne państwo pod francuską kontrolą (Protektorat Saary) i nie został włączony do powstałej w 1949 r. Republiki Federalnej Niemiec. Po referendum 23 października 1955 podjęto decyzję o włączeniu do Niemiec. Zgoda Francji stała się w tym wypadku kamieniem milowym na drodze niemiecko-francuskiego porozumienia. Włączenie Saary do Niemiec Zachodnich nastąpiło 1 stycznia 1957.

## Główne miasta
Liczba mieszkańców 31 grudnia 2022:
- Saarbrücken (stolica kraju związkowego) 181 959
- Neunkirchen 46 882
- Homburg 42 297
- Völklingen 40 192
- St. Ingbert 35 216
- Saarlouis 34 717

## Powiaty

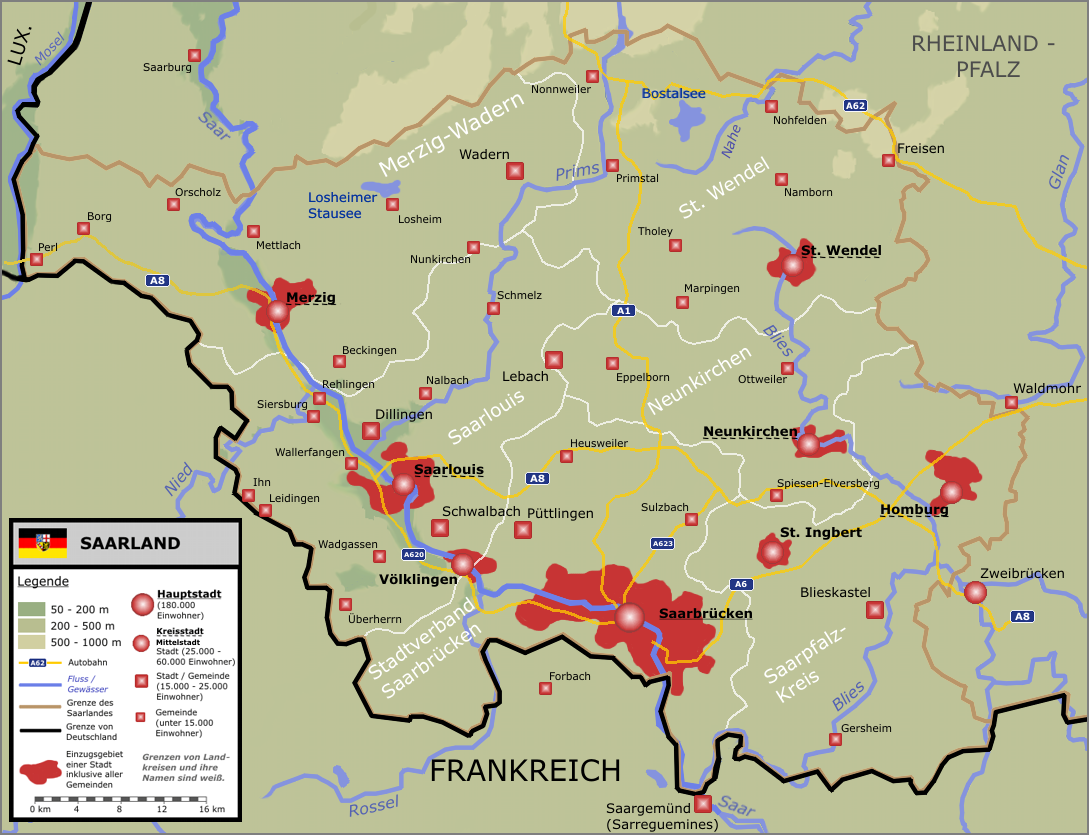
Mapa Saary

| Powiat                         | Siedziba    | Tablice rejestracyjne | Powierzchnia km² | Liczba mieszkańców (31 grudnia 2022) |
| ------------------------------ | ----------- | --------------------- | ---------------- | ------------------------------------ |
| Powiat Merzig-Wadern           | Merzig      | MZG                   | 556,66           | 104 425                              |
| Powiat Neunkirchen             | Ottweiler   | NK                    | 249,80           | 132 283                              |
| Powiat Saarlouis               | Saarlouis   | SLS                   | 459,35           | 195 749                              |
| Powiat Saarpfalz               | Homburg     | HOM i IGB             | 418,28           | 142 419                              |
| Powiat St. Wendel              | St. Wendel  | WND                   | 476,07           | 86 942                               |
| Związek regionalny Saarbrücken | Saarbrücken | SB i VK               | 410,95           | 330 848                              |

## Polityka
Koalicja rządząca: koalicja CDU/SPD
Skład Landtagu:
- CDU – 19
- SPD – 29
- AfD – 3

Ostatnie wybory: 27 marca 2022

## Sport
- reprezentacja Saary w piłce nożnej